# Acrocercops clinozona
Acrocercops clinozona är en fjärilsart som beskrevs av Edward Meyrick 1920. Acrocercops clinozona ingår i släktet Acrocercops och familjen styltmalar. Inga underarter finns listade i Catalogue of Life.